# Pletiu d'Erdo
El Pletiu d'Erdo és un pletiu situat dins del terme municipals de la Vall de Boí, a la comarca de l'Alta Ribagorça, i dins del Parc Nacional d'Aigüestortes i Estany de Sant Maurici.
El seu nom «pot venir del basc érdi-be, sota la meitat. A la vall del Flamicell hi ha un poblet que s'anomena Erdo de Bellera, els veïns del qual tenien pletes de pasturatge a la vall de St. Nicolau. Possiblement el nom derivi d'aquesta relació pastoral.».
És situat en la Vall de Peixerani, a llevant del Pi de Peixerani i a ponent de la Bassa de les Granotes, entre els 2.140 i 2.200 metres d'altitud. També hi ha una Pleta d'Erdo a la Vall de Llacs.

## Rutes[3]
Des de l'Estany Llong de la Vall de Sant Nicolau agafant el camí del Portarró, per abandonar-ho a un giravolt als 2.142 metres.